# Flakpanzer IV

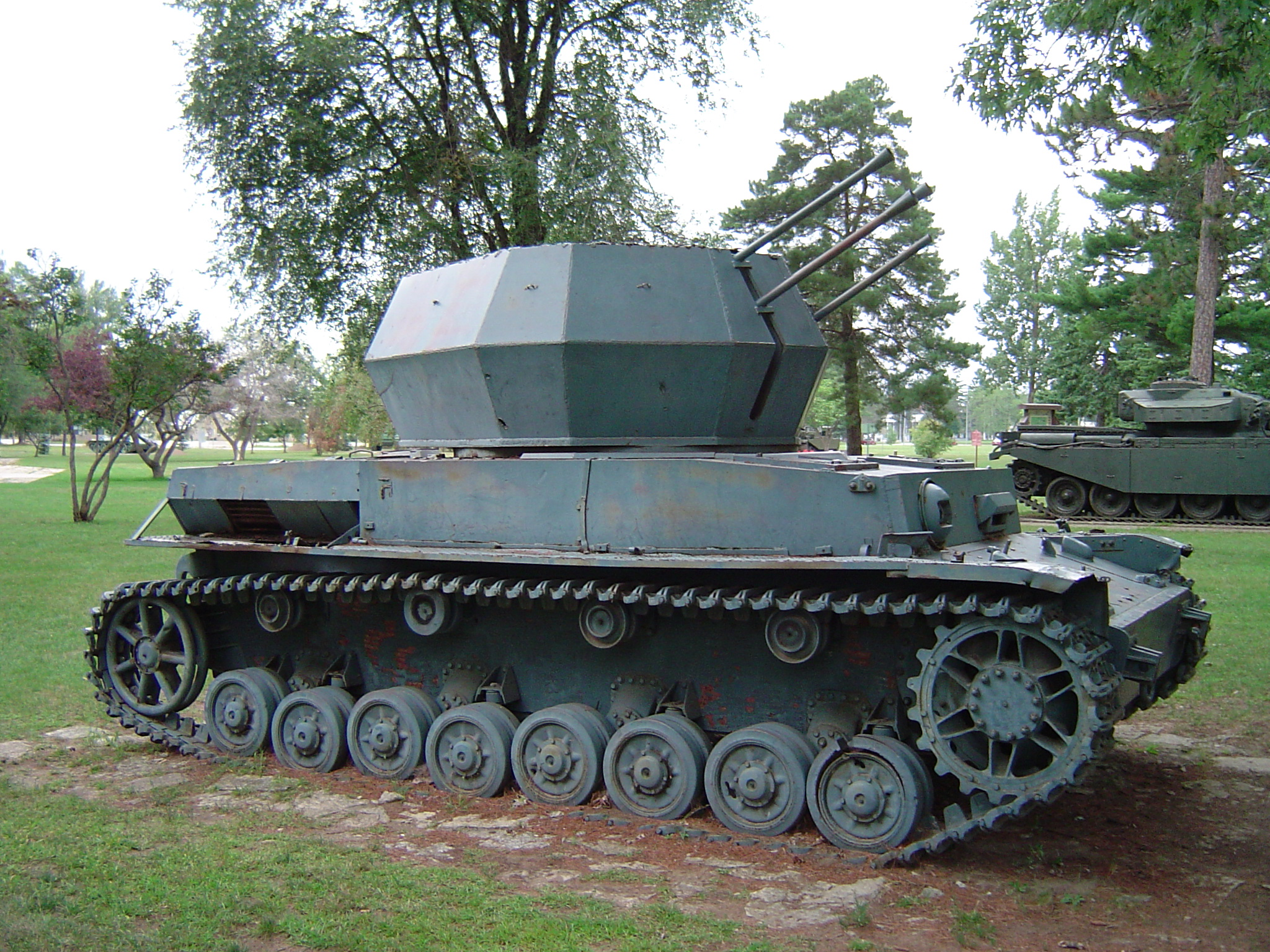
Flakpanzer IV „Wirbelwind“ mit dem 2-cm-Flakvierling 38

Als Flakpanzer IV werden alle Flugabwehrpanzer auf dem Fahrgestell des deutschen Panzerkampfwagen IV bezeichnet, die im Zweiten Weltkrieg entwickelt wurden und in diesem eingesetzt worden sind. Die zu dieser Fahrzeugfamilie gehörenden Modelle unterscheiden sich in ihrer Bauform und Bewaffnung. In der Gesamtheit zeigen diese Modelle jedoch die Entwicklung hin zu modernen Flugabwehrsystemen mit Kanonenbewaffnung.

## Geschichte

### Luftabwehr der Panzertruppe

#### Ursprung der Luftabwehr
Die Luftwaffe war, neben der Marine und dem Heer, die jüngste Teilstreitkraft der deutschen Streitkräfte, da diese erst im Verlauf des Ersten Weltkrieges entstanden war. Erst mit der Entwicklung von Jagd- und Kampfflugzeugen, Bombern und Aufklärungsflugzeugen wurden Konzepte zur Abwehr dieser Luftfahrzeuge erforderlich. Der Einsatz von Luftschiffen und Ballonen hingegen war derart gering in der Bedrohung geblieben, dass wenige Maßnahmen durch die Heeres- und Marinekräfte ergriffen worden waren. Einzelne Fahrzeuge mit aufgesetzten Geschützen als Ballonabwehrkanonen blieben die Ausnahme.
Auf die zunehmende Bedrohung während des Ersten Weltkrieges wurde mit der Entwicklung von leichten Salvenkanonen, wie der 3,7-cm-Sockel-Flak L/14,5, und schweren Geschützen gegen hochfliegende Flugzeuge, wie der 8,8-cm-Flak 16, reagiert.
Die alliierten Siegermächte des Ersten Weltkrieges verboten dem Deutschen Reich den Ausbau der Flugabwehr und ließen die Masse der vorhandenen Waffen nach dem Friedensvertrag von Versaille zerstören.

#### Mobile Luftabwehr der Wehrmacht
Im Konzept des Blitzkrieges spielte die mobile Luftabwehr anfänglich eine untergeordnete Rolle, da der schnelle Aufbau der deutschen Jagdflieger-Truppe darauf abzielte, möglichst schnell die Luftherrschaft über dem Operationsraum der eigenen Streitkräfte zu erringen. Das noch im Ersten Weltkrieg erprobte Kaliber 8,8 cm wurde noch vor dem Beginn des Zweiten Weltkrieges als Hauptkaliber für den Objektschutz während des Spanischen Bürgerkrieges in Form der neuen 8,8-cm-Flak 18 fortgeführt.
Für die Begleitung von motorisierten Kolonnen und Panzern wurden leichte Flugabwehrkanonen im Kaliber 2 cm und 3,7 cm auf am Ende der 1930er-Jahre neu entwickelte ungepanzerte Halbkettenfahrzeuge, wie dem Sd.Kfz. 10/4, dem Sd.Kfz. 6/1 und dem Sd.Kfz. 7/1 montiert. Diese Fahrzeuge bildeten beim Kriegsbeginn die mobile Flugabwehr der Panzerverbände.

#### Verlust der Luftherrschaft
Die Ausdehnung des Herrschaftsraumes des Deutschen Reiches und die Vielzahl der Kriegsschauplätze und Gegner überforderten die deutsche Jagdflieger-Truppe ab 1941 zunehmend. Schon ab 1942/43 gewannen die Westalliierten im Luftraum über Frankreich, den BENELUX-Staaten und dem Deutschen Reich sukzessive die Luftherrschaft, gleiches galt ab 1942 für den Mittelmeer-Luftraum. Der Separatfrieden des Königreich Italien und das Ausscheiden aus der Achse führte zu einer weiteren Überlastung der deutschen Streitkräfte.
Die Panzerverbände der Wehrmacht waren nunmehr gegen Tieffliegerangriffe von gegnerischen Jagdbombern so gut wie wehrlos. Als die im weiteren Kriegsverlauf absolute alliierte Luftüberlegenheit im Westen ab 1943 Truppenbewegungen bei Tage fast unmöglich machte, forderte Generaloberst Heinz Guderian eine Abwehrwaffe gegen Tiefflieger, welche direkt den Panzerverbänden in der Bewegung und im Gefecht folgen sollte.
Einen ersten Versuch mit einem Truppenumbau hatte das Fla-Bataillon 614 (mot.) bereits 1941 mit dem Umbau von veralteten Munitionsschlepper I Ausf. A unternommen. Hierbei wurde das Geschütz an Stelle der Laderfläche auf der kleinen Fahrzeugwanne montiert und die Munition wurde auf einem separaten Anhänger mitgeführt. Das zusätzliche Gewicht überlastete das Fahrzeug und die Geschützbedienung war beim Schwenken auf dem kleinen Panzeraufbau dem Richtschützen im Weg.

## Entwicklung
Die Entwicklung eines leichten Flakpanzers begann mit einer Anfrage des Generalluftzeugmeister / Flak am 2. September 1942 durch den Dipl.Ing. Klein dieses Referats L Flak 4 bei Krupp. Ziel war die Kombination einer leichten Flak auf einer gepanzerten Selbstfahrlafette. Zu dieser Zeit waren gerade die Panzerversuchsmodelle VK 13.05 „Luchs“ und VK 16.02 „Leopard“ als mögliche künftige Trägerfahrzeuge denkbar. Das zu entwickelnde Fahrzeug wurde als Versuchsflakwagen Leichte (VFW L) bezeichnet.
Nachdem das Projekt des VK 16.02 eingestellt worden war, folgte am 20. Februar 1943 die Entscheidung, für den Versuchsflakwagen Leichte auf Fahrwerksteile der Panzerkampfwagen-IV-Serie zurückzugreifen.
Am 22. Februar wurde eine Liste möglicher Bewaffnungen für das von Krupp zu entwickelnde Fahrzeug festgelegt. Dies waren der 2-cm-Flakvierling 38, die 3,7-cm-Flak 36 und 43 sowie die 5-cm-Flak 41. Der folgende Entwurf zeigte einen doppelwandigen Aufbau (2 × 10 mm) mit abklappbaren Seitenwänden. Außerdem hatte das Fahrzeug an den Seiten je sechs große gummierte Laufrollen und eine 50-cm-Kette (Kgs 61/500/130); er hatte wenig mit den Standard-Panzerkampfwagen IV gemein, doch auf einer Tagung vom 29. Mai bis zum 1. Juni 1943 wurde die Firma Krupp informiert, dass sie alle Entwicklungsbemühungen zu forcieren habe. Für eine kurzfristige Modifizierung einer Panzerwanne des Pz.Kpfw. IV wurde Krupp der Kontrakt DE 0084/6307/43 der Luftwaffe erteilt, der sich auf die Entwicklung des Aufbaus für die Wanne mit abklappbaren Seitenwänden für den 2-cm-Flakvierling 38 bezog.

### 2-cm-Flakvierling auf Fahrgestell Pz.Kpfw. IV
Hitler stand einer solchen Lösung anfangs skeptisch gegenüber, da er einen zu hohen Aufwand im Verhältnis zum Nutzen befürchtete. Erst im September 1943 genehmigte er die Entwicklung des Flakpanzer IV. Entsprechend der Planung wurde der erste Prototyp mit einem 2-cm-Flakvierling 38 Ende September 1943 fertiggestellt und General Guderian in der Erprobungsstelle Kummersdorf am 16. Oktober vorgeführt. Die Seitenwände konnten in drei Stellungen positioniert werden. Optimal für den Einsatz gegen Luftziele waren die vollständig in die Horizontale abgeklappten Seitenwände, dann jedoch war die Geschützbesatzung weitgehend ungeschützt. Mit seitlichen ausgestellten Seitenwänden war der Einsatz eingeschränkt möglich. Mit hochgestellten Seitenwänden war der 2-cm-Flakvierling 38 nach vorne fixiert und ein Einsatz nicht möglich.
Bei einem Treffen der Panzerkommission am 21. Dezember 1943 wurde dann allerdings entschieden, dass als Bewaffnung für das Fahrzeug die 3,7-cm-Flak 43 Verwendung finden sollte. Krupp wurde am gleichen Tag beauftragt, für Hitler eine vollständige Konstruktionszeichnung des zuvor entworfenen Fahrzeugs mit den sechs großen Laufrollen zu erstellen, um das Fahrzeug Hitler vorzustellen. Die Planung wurde am 24. Januar durch den Ingenieur Klein per Mitteilung an Krupp dahingehend geändert, dass nunmehr Serienfahrgestelle des Panzerkampfwagen IV verwendet werden sollten. Nach der Vorführung entschied Guderian, dass das Fahrzeug seinen Anforderungen gerecht würde und dass ab April 1944 pro Monat 20 Fahrzeuge zu fertigen seien.Der monatliche Ausstoß wurde dann mit 20 Fahrzeugen geplant.
Die geplante Serienfertigung des Fahrzeugs mit dem 2-cm-Flakvierling 38 wurde storniert, der vorhandene Prototyp wurde für die 3,7-cm-Flak umgebaut.
Die Verantwortung für die Entwicklung von Flak-Selbstfahrlafetten wurde Anfang 1944 vom Generalluftzeugmeister / Flak auf den Generalinspekteur der Panzertruppen, Heinz Guderian, übertragen. In diesem Zug beauftragte Guderian die Inspektion 6 des Heereswaffenamtes mit einer grundlegenden Neukonstruktion von Flakpanzern.

## Varianten

### Flakpanzerkampfwagen IV (3,7-cm-Flak 43) (Sd.Kfz. 161/3) „Möbelwagen“

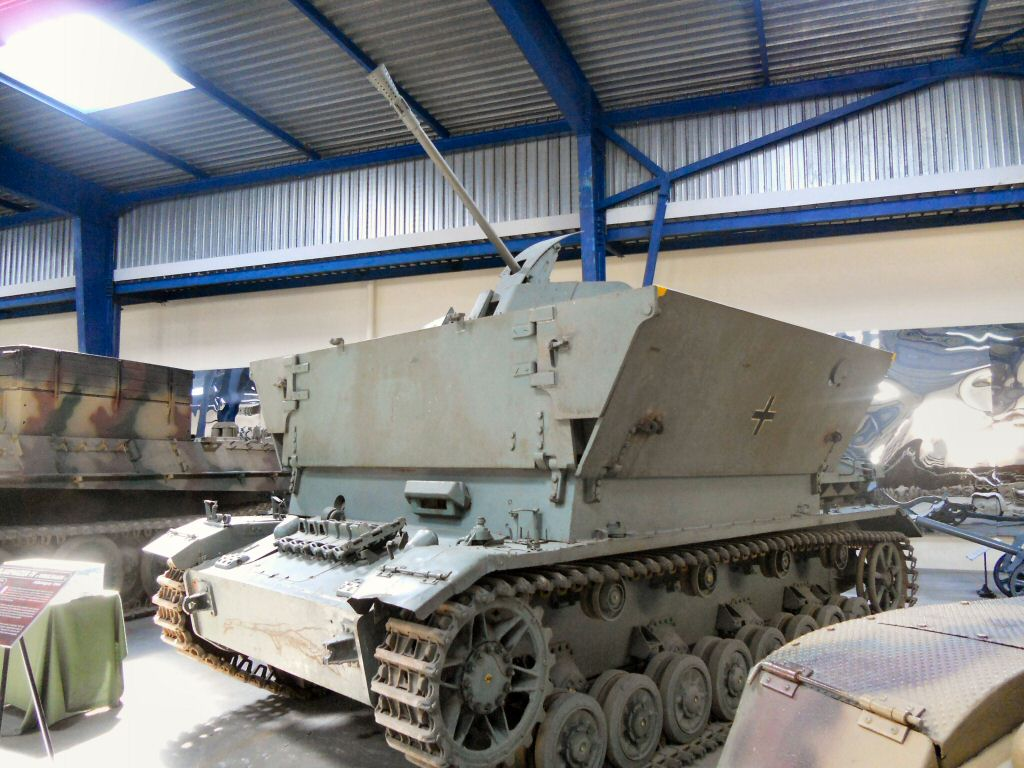
Möbelwagen im Panzermuseum Saumur

Das erste Fahrzeug der Flakpanzer-IV-Serie erhielt seinen Namen durch die Truppen, die das Fahrzeug mit einer Aufbauhöhe von 3 m mit den großen und auffälligen Transportfahrzeugen der Möbelspeditionen jener Zeit verglichen. Mit einer Besatzung von sieben Mann und einer Munitionsausstattung von 416 Schuss wog das Fahrzeug 25 Tonnen. Am 7. Februar 1944 vergab das Heereswaffenamt den Erstkontrakt 4911-0210-8905/44 an die Deutsche Eisenwerke AG in Duisburg. Hier sollten die ersten 100 Flakpanzer auf Fahrgestelle, die vom Krupp-Grusonwerk zu liefern waren, montiert werden.

#### Frühe Ausführung
Gegenüber dem ursprünglichen Prototypen-Entwurf wurde einige Änderungen vorgenommen. So wurde der Panzerschutz für die Besatzung durch eine Kürzung der klappbaren Seitenwände um 25 cm deutlich verringert. Der Schutzschild der 3,7-cm-Flak 43 erhielt eine größere Aussparung auf der rechten Seite, damit das Geschütz bei hochgestellten Wänden trotzdem um 360° drehbar wurde. Die Vorrichtung am Geschützsockel, um diesen zu nivellieren, wurde weggelassen. Die ersten 20 Fahrzeuge erhielten doppelte Seitenwände aus ungehärtetem homogenen Panzerstahl (2 × 12 mm). Bei den nächsten 25 Fahrzeugen kam Panzerstahl der Güteklasse M8 mit einer Stärke von 2 × 10 mm zur Verwendung. Die Seitenwände der ersten Fahrzeuge wiesen an der oberen Kante einen Knick hin zur Fahrzeugmitte auf und waren ab dem Knick höher als die vordere und hintere Panzerung.

#### Hauptserie
Ab dem Fahrzeug Nr. 46 wurde die Panzerung des Aufbaus mit 25 mm starken Panzerplatten vom Typ E32 ausgeführt. Der Knick am oberen Ende der Seitenpanzerung entfiel. Beides verringerte den Fertigungsaufwand. Änderungen am Fahrgestell folgten den Änderungen beim Panzerkampfwagen-Typen.

#### Produktion
Die Auslieferung der Fahrzeuge begann mit 20 Fahrzeugen im März 1944. Eine ursprüngliche Planung, den „Möbelwagen“ frühzeitig durch die Modelle „Wirbelwind“ und „Ostwind“ zu ersetzen, scheiterte am langsamen Anlaufen der Fertigung der neuen Typen. Der ursprüngliche Vertragsumfang wurde erweitert und bis zum März 1945 wurden insgesamt 240 Fahrzeuge dieses Typs von den Deutschen Eisenwerken fertiggestellt.

#### Einsatz
Die Flakpanzer wurden ab Juni 1944 gemäß dem Kriegsstärkenachweis 1196 vom 1. April 1944 verschiedenen Einheiten in speziellen Panzer-Fla-Zügen zugeteilt. Als erstes gingen je acht Fahrzeuge an die 9. Panzer-Division, die 11. Panzer-Division, die 116. Panzer-Division, die 6. Panzer-Division und die 19. Panzer-Division. Ein verkleinerter Panzer-Fla-Zug mit je vier Fahrzeugen wurde den Panzer-Brigaden 101 bis 110 im August und September 1944 zugeteilt.
Ab September 1944 beginnend wurden gemischte Panzer-Fla-Züge aus je vier „Möbelwagen“- und vier „Wirbelwind“-Flakpanzern den restlichen deutschen Panzer-Abteilungen und Panzer-Regimentern zugeteilt.

### Flakpanzerkampfwagen IV (2-cm-Flak-38-Vierling) (Sd.Kfz. 161/4) „Wirbelwind“

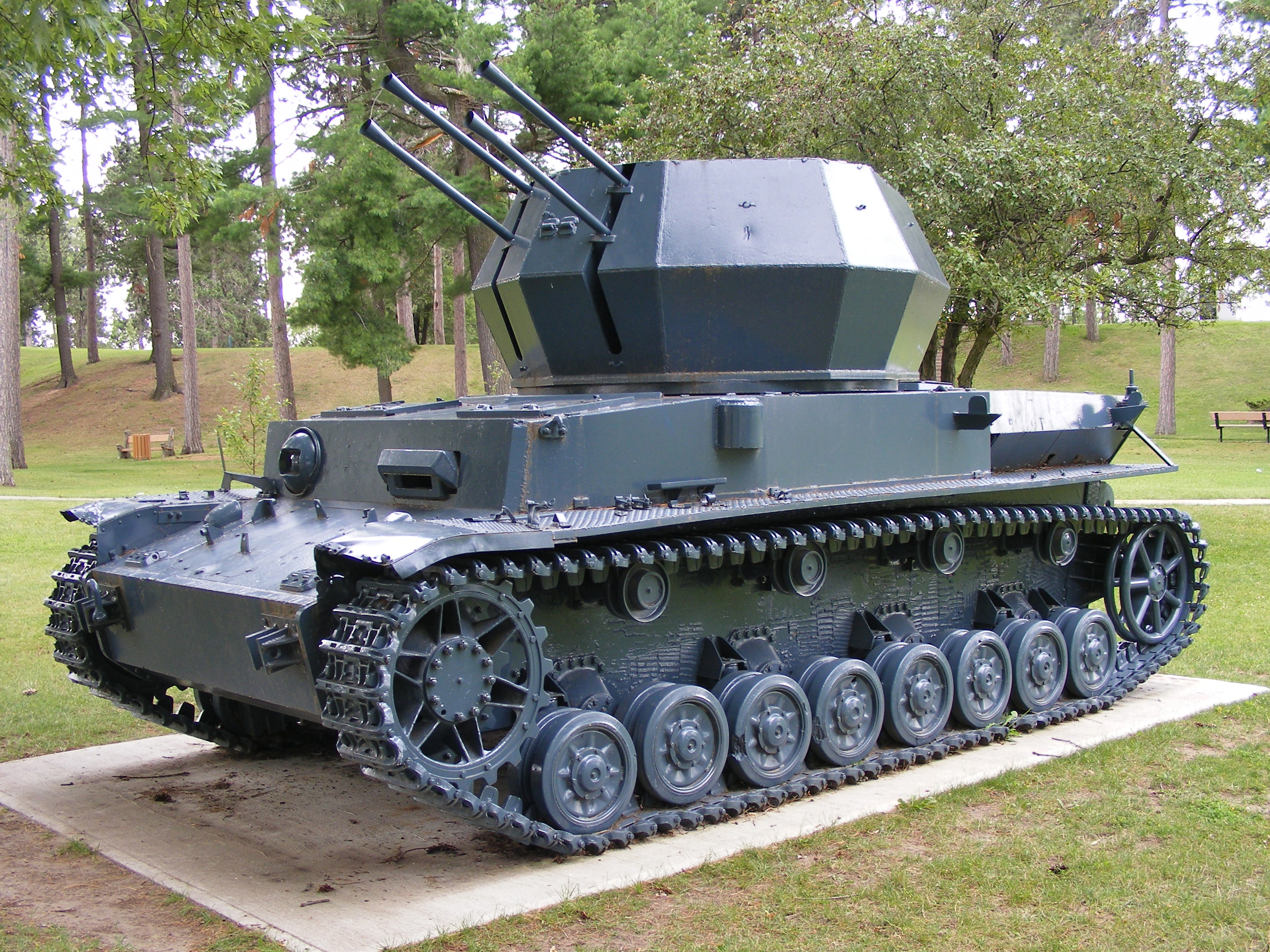
Wirbelwind in Camp Borden

Als erster richtiger Flakpanzer galt der „Wirbelwind“, da er einen voll drehbaren Gefechtsturm besaß. Mit fünf Mann Besatzung hatte der „Flakpanzer (2 cm) auf dem Fahrgestell des Panzers IV (Sd.Kfz. 161/4)“ ein Gefechtsgewicht von 22 Tonnen. Das Fahrzeug war bewaffnet mit dem 2-cm-Flakvierling 38, welcher eine hohe Feuerkraft besaß.

#### Entwicklung
Für einen neuen Flakpanzertypen hatte die In 6 des Heereswaffenamtes unter anderem folgende Anforderung formuliert:
- vollgepanzerter Drehturm für drei bis vier Mann Bedienung
- mindestens eine Zwillingskanone
- oben offener Drehturm einfacher Fertigung mit freier Sicht für den Kommandanten und damit geringe Belastung durch die Pulverdämpfe
- Vereinfachung der Turmschwenkwerke gegenüber den Kampfpanzertürmen

Eine konzeptionelle Vorarbeit war Anfang 1944 schon bei der Flak-Abteilung SS-Pz Div 12 geleistet worden, wo der Kommandeur, Karl Wilhelm Krause, den Werkstatttrupp der Division bereits angewiesen hatte einen 2-cm-Flakvierling der Abteilung auf die Fahrgestelle eines Pz.Kpfw. IV zu montieren. Der Umbau wurde technisch vom Obersturmbannführer Karl-Heinz Prinz begleitet, unter dessen Anleitung das Geschütz ohne eigenen Schutzschild in den Turmdrehkranz eingelassen wurde und danach ein drehbarer Panzerschutz konstruiert.
Der verantwortliche Offizier des Heereswaffenamtes (HWA), Generalmajor Dipl. Ing. E. Bolbrinker, war der Überzeugung, dass seitens der Industrie in der angespannten Lage keine zeitnahe Lösung für den Bedarf entwickelt werden könne. Er beauftragte die jungen Offiziere Oberleutnant J. von Glatter-Götz und Leutnant Hans Christoph Graf von Seherr-Thoss aus seiner Inspektion mit dem Projekt. Von Seherr-Thoss wurde zu SS-Flak-Abteilung 12 nach Frankreich geschickt, um den Truppenumbau zu begutachten. Sein Bericht wurde mit Datum 27. April 1944 in der Inspektion 6 / Referat III (Panzerfahrzeuge) erfasst und empfahl eine Fertigung.
Ende Mai 1944 wurde ein Prototyp des HWA-Typen mit Entwürfen der Firmen Alkett und Daimler-Benz, wo man mit Oberleutnant Glatter-Götz am Konzept des „Kugelblitz“ arbeitete, in der Erprobungsstelle Kummersdorf dem Befehlshaber der Panzertruppe Generaloberst Guderian vorgeführt. Wie auch beim „Möbelwagen“ wurde eine initiale Fertigung mit 20 Fahrzeugen angeboten, woraufhin eine Auslieferung ab Juli 1944 vereinbart wurde.

#### Beschreibung
Der abgewinkelte Drehturm, geliefert von der Deutsche Röhrenwerke, bestand aus zusammengeschweißten 16 mm starken Platten. Um eine ungehinderte Beobachtung zu ermöglichen, war er nach oben offen, konnte jedoch bei Regen mit einer Zeltplane abgedeckt werden. Im Turm befanden sich der Kommandant und neben ihm der Richtschütze, während die zwei Ladeschützen beiderseits der Waffe saßen. Die Seitenrichtgeschwindigkeit betrug mit Handantrieb 28°/s, mit dem später verwendeten hydraulischen Schwenkwerk 60°/s. In 90 Magazinkästen konnten insgesamt 3200 Schuss Munition mitgeführt werden.

#### Produktion
Für die Montage der Fahrzeuge erteilte Oberst Mildebrath den Befehl, das Kommando Ostbau-Sagan im niederschlesischen Sagan aufzustellen. Es wurde eine Mannstärke von achtzig unter der Führung von Leutnant Ruthard Fitzner für das Kommando geplant, welches im Wesentlichen eine Truppenwerkstatt war, in der Leutnant Graf von Seherr-Thoss die Fertigung überwachte.
Zulieferer waren die Tochtergesellschaft der Hermann-Göring-Werke im Arsenal Wien, die Ostmark-Werke für die Richtmaschine und den leicht geänderten 2-cm-Flakvierling 38, die Deutsche Röhrenwerke AG mit dem Werk Thyssen in Mülheim/Ruhr für die Türme, die vor ihrer Auslieferung noch bei FAMO in Breslau nachbearbeitet wurden. Bei Ostbau-Sagan wurden dann die Teile auf den von Krupp gelieferten Panzerkampfwagen-IV-Wannen endmontiert und die Ausrüstungsteile auf den Fahrzeugen ergänzt.
Von August 1944 bis Februar 1945 wurden nach Spielberger 105 „Wirbelwind“ hergestellt. In einem Bericht des Heereswaffenamtes werden allerdings 122 gebaute Fahrzeuge aufgeführt.

#### Einsatz
Die Flakpanzerkampfwagen IV (2-cm-Flak-38-Vierling) wurden an verschiedene Einheiten ausgegeben (Stückzahl): PzRgt 3 / 2. PzD (4), PzRgt 33 / 9.PzD (4), PzRgt 15 / 11. PzD (4), PzRgt 39 / 17. PzD (3), SturmPzAbt 217 (2), PzJgAbt 519 (4), PzJgAbt 559 (4), PzJgAbt 560 (4), PzJgAbt 653 (4), PzJgAbt 654 (4+3 Ersatz), PzJgAbt 655 (4), sPzAbt 503 (4), sPzAbt 506 (4), sPzAbt 509 (4), SS-PzRgt 1 / SS-PzD LAH (4), SS-PzRgt 2 / SS-PzD DR (4), SS-PzRgt 12 / SS-PzD HJ (4), SS-PzAbt 17 / SS-PzGrenD GvB (4), s.SS-PzAbt 501 (4) und s.SS-PzAbt 503 (4).
Weitere der restlichen 18 Fahrzeuge wurden vermutlich in der Panzer-Fla-Ersatz- und Ausbildungs-Abteilung auf dem Truppenübungsplatz Ohrdruf verwendet und auch möglicherweise bei der Panzer-Ersatz-Abteilung 204.

#### Flakpanzerkampfwagen IV (3-cm-Flak-Vierling 103/38) „Zerstörer 45“
Zum Jahreswechsel 1944/45 wurden vom Flakpanzer IV „Wirbelwind“ bei Ostbau-Sagan unter der Bezeichnung „Zerstörer 45“ zwei Prototypen eines stärker bewaffneten Fahrzeugs hergestellt. Hierbei kam nun der 3-cm-Flak-Vierling 103/38 zum Einsatz. Das größere Kaliber verstärkte die Feuerkraft des Fahrzeugs erheblich.

### Flakpanzerkampfwagen IV (3,7-cm-Flak 43) „Ostwind“

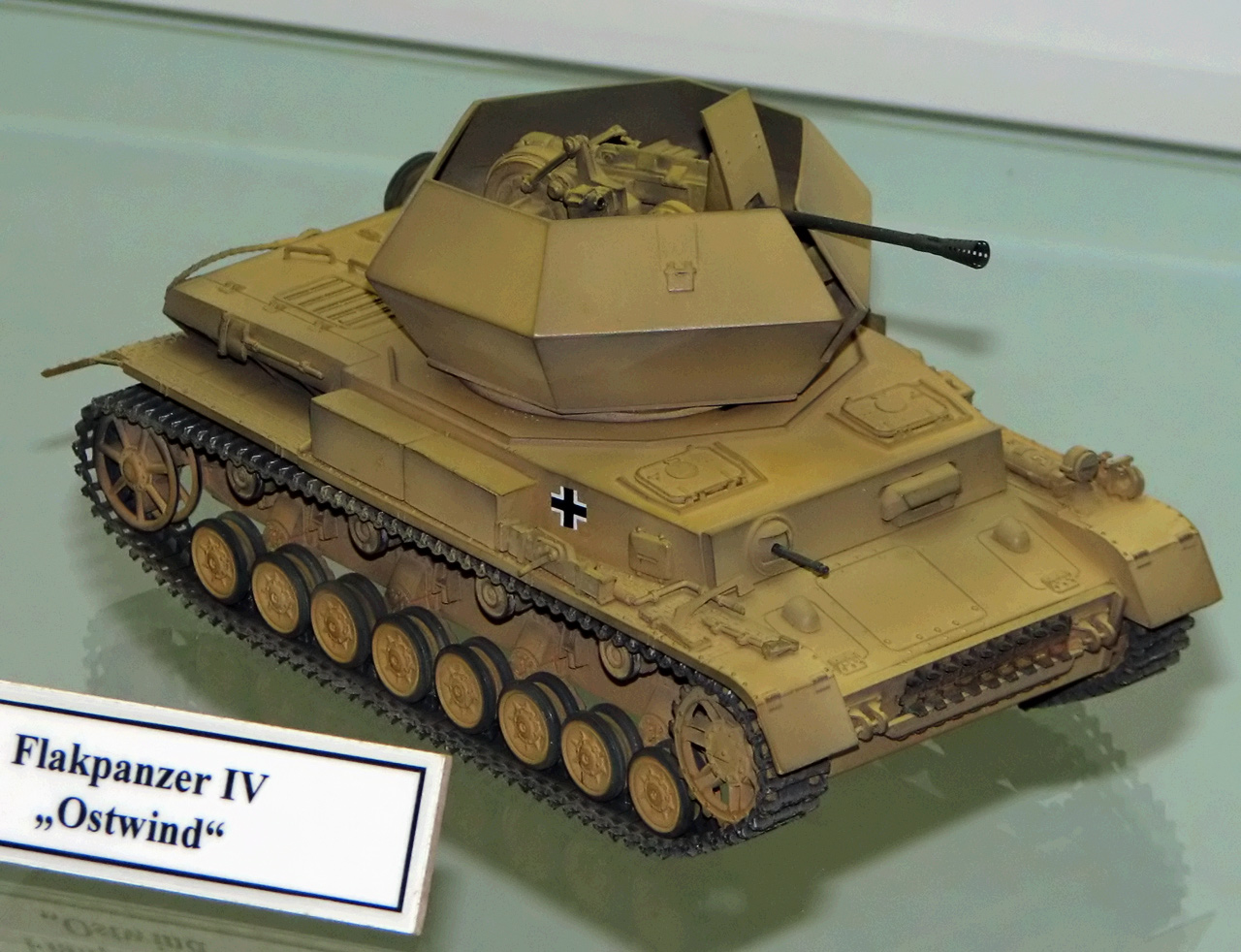
Modell eines „Ostwind“

Während der Planungsphase des Flakpanzer IV „Wirbelwind“ waren sich die Verantwortlichen bewusst, dass die Trefferwirkung der 3,7-cm-Flak 43 jener des 2-cm-Flakvierling 38 gegenüber einigen Flugzeugtypen durchaus überlegen war, weshalb für den Flakpanzer IV „Möbelwagen“ diese Waffe ausgewählt worden war. Das Grundkonzept des „Wirbelwind“, einen leicht gepanzerten oben offenen Drehturm auf das Fahrgestell des Panzerkampfwagen IV zu setzen, sollte beibehalten werden. Die größere Masse und die Abmessungen der Flak 43 erforderten jedoch eine neue Turmkonstruktion.

#### Entwicklung
Entwurf und Konstruktion bei Ostbau-Sagan lief sofort mit der Fertigung der „Wirbelwind“-Türme an und nachdem der fünfte Flakpanzer IV „Wirbelwind“ fertiggestellt war, konnte im Juni 1944 bereits ein Prototyp des „Ostwind“-Turms für die Erprobung auf ein Fahrgestell montiert werden. Gemeinsam mit einem Flakpanzer IV „Wirbelwind“ wurde der Prototyp im Juli für ein Vergleichsschießen nach Kühlungsborn an die Ostsee transportiert.

#### Beschreibung
Der dem „Wirbelwind“ ähnliche Turm war etwas niedriger, aber geräumiger, zumal jetzt nur noch ein Ladeschütze vorhanden war. Für die Waffe wurden 1000 Schuss Munition mitgeführt. Die Funkausrüstung stand sämtlichen Besatzungsmitgliedern zur Verfügung.

#### Produktion
Im August wurde durch die In 6 des Heereswaffenamtes ein Auftrag über 100 Fahrzeuge an Ostbau-Sagan erteilt. Obwohl das Fahrzeug im September 1944 serienreif war, begann die Produktion aufgrund Materialmangels erst im November. Wie auch beim Wirbelwind wurden die Fahrgestelle aus der Panzer-IV-Instandsetzung entnommen. Wie beim „Wirbelwind“ kamen die Türme aus der Fertigung der Deutsche Röhrenwerke AG. Insgesamt sollen laut Spielberger 43 Fahrzeuge hergestellt worden sein. Im März 1945 zeigte die Statistik des Heereswaffenamtes Wa I Rü sieben Fahrzeuge, die vom Heereswaffenamt abgenommen worden waren. Der für die Fertigung bei Ostbau verantwortliche Leutnant Graf von Seherr-Thoss berichtet über etwa 40 fertiggestellte Fahrzeuge.

#### Einsatz
Der Prototyp des Flakpanzer IV „Ostwind“ wurde nach einer Beschlagnahme, möglicherweise im Werk Stahlindustrie Duisburg am 20. September, zum Fronteinsatz im Westen geschickt, wo er ab dem 23. September im Einsatz stand. Mutmaßlicher Hintergrund der Beschlagnahme könnten die alliierten Luftlandungen im Raum Nimwegen und Arnheim, Operation Market Garden, ab dem 17. September gewesen sein, mit denen die Alliierten direkt ins Ruhrgebiet vorstoßen hätten können, einige Quellen geben einen Einsatz in der Ardennenoffensive an. Der Einsatz des Prototyps wurde vom Werk Stahlindustrie Duisburg, einer Gesellschaft der Deutsche Eisenwerke AG, als erfolgreich beschrieben und das Entwicklungsbüro bei Ostbau-Sagan mittels eines Telegramm darüber informiert.
Die Kriegslage zwang die Produktionsstandorte des Flakpanzerkampfwagen IV „Ostwind“ zu Verlagerungen der Fertigung, die Fertigung im Ruhrgebiet lag Ende 1944 im Wirkungsbereich alliierter Fernartillerie, was generell zu Ausfällen bei der deutschen Panzerfertigung führte. Auch der Standort on Ostbau-Sagan war bereits durch das Vorrücken der sowjetischen Streitkräfte bedroht und verlegte nach Teplitz-Schönau. Aufgrund fehlender Unterlagen gibt es keine Informationen zum Verbleib der gefertigten Fahrzeuge. Drei Fotografien belegen mindestens ein Fahrzeug im Raum Teplitz-Schönau, das anscheinend eingesetzt wurde.

#### Flakpanzerkampfwagen IV (3,7-cm-Flak-43-Zwilling) „Ostwind II“
Zum Jahreswechsel 1944/45 wurde bei Ostbau-Sagan vom Flakpanzer IV „Ostwind“ der Prototyp einer neuen Ausführung „Ostwind II“ gefertigt. Hierbei kam der bereits entwickelte 3,7-cm-Flak-Zwilling 44 mit zwei nebeneinander gelagerten Waffen in horizontaler Lafettierung zur Verwendung. Zusammen mit dem „Zerstörer 45“ galt dieser Prototyp als der feuerstärkste Flakpanzer-Entwurf des Zweiten Weltkrieges.

### Flakpanzerkampfwagen IV (3-cm-M.K.-103-Zwilling) „Kugelblitz“

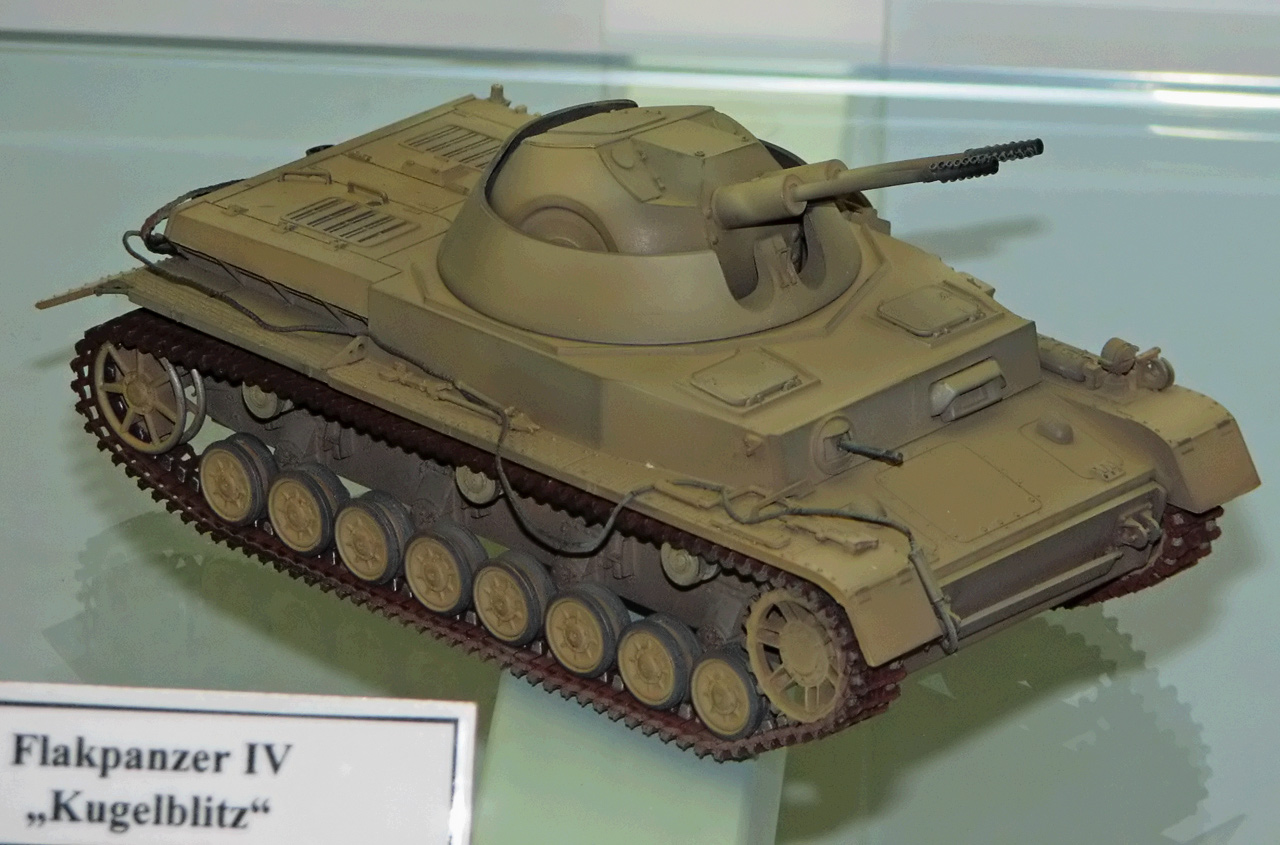
Modell eines „Kugelblitz“

Der Flakpanzer IV „Kugelblitz“ stellt den Endpunkt der Entwicklungsreihe der Flugabwehrpanzer auf dem Fahrgestell des Panzerkampfwagen IV dar. Seine Entwicklung geht jedoch auf die Anfänge des Flakpanzer-Projektes zurück. In der ersten Entwicklungsbesprechung hatten Reichsminister Albert Speer, General Guderian und weitere Teilnehmer sich über eine weitere Zwischenlösung für die Flugabwehrthematik ausgetauscht. Für die modernen, in der Entwicklung befindlichen U-Boote des Typs XXI war in Panzertürmen eine Flugabwehrbewaffnung mit 3-cm-Zwillingskanonen vorgesehen. Es wurde beschlossen zu prüfen, ob diese Türme auf einem Panzerkampfwagen-IV-Fahrgestell einsetzbar wären. Am 27. Januar 1944 wurde berichtet, dass die Firma Alkett mit dieser Aufgabe betraut worden war. Es stellte sich heraus, dass die gestellten Anforderungen an die U-Boot-Türme mit dem 3-cm-Flakzwilling 303 nicht dem entsprachen, was für einen Flakpanzer erforderlich war. Diese Idee wurde fallengelassen.

#### Entwicklung
Trotzdem verfolgte das Heereswaffen die grundsätzliche Konzeption auf eine Initiative von Daimler-Benz weiter. Der Daimler-Ingenieur Ebel entwarf einen kugelförmigen Turm, der zwei nebeneinanderliegende 3-cm-Maschinenkanonen 103/38 und die dreiköpfige Bedienung aufnehmen konnte. Die Gurt-Munitionszuführung war ursprünglich von Rheinmetall für das Erdkampfflugzeug Hs 129 B-2 entwickelt worden. Die modifizierte Version der Fliegerbordkanone MK 103 hatte eine Kadenz von 425 Schuss/min und eine Schussweite von 5700 m. Insgesamt wurden 1200 Schuss Munition mitgeführt. Aufgrund ihrer gegenüber der 20-mm-Kanone bedeutend höheren Feuerkraft nannte man diese Kanone in der Lafettierung als Flakkanone auch „Jabo-Schreck“. Wiederum stand als für das Projekt verfügbares Fahrwerk nur der Panzerkampfwagen IV zur Verfügung, was ein Problem mit der Unterbringung des breiten Turms mit sich brachte. Es wurde deshalb ein vergrößerter Turmring des Panzerkampfwagen VI Tiger I verbaut und die Einstiegsluken für Fahrer und Funker mussten neu in der Abdeckplatte des Kampfraumes positioniert werden.
Mit der hydraulischen Schwenkeinrichtung konnte eine Richtgeschwindigkeit von 60°/s erreicht werden. Der Höhenschwenkbereich reichte von −7 bis +80°. In dem 20 mm stark gepanzerten Turm befanden sich Kommandant, Richt- und Ladeschütze. Der Kommandant wies dem Richtschützen das Ziel mittels eines Folgegeräts zu. In der endgültigen Version sollte der Kommandant eine kleine Kuppel mit einem Periskop und einem Raumbildentfernungsmesser bedienen.
Der Kugelblitz war in seinen Konstruktionsmerkmalen der mit Abstand modernste Flakpanzer des Zweiten Weltkrieges und galt noch bis zum Ende der 1950er-Jahre als richtungweisender Entwurf.

#### Produktion
Am 14. Juli 1944 wurde eine Planung für die Fertigung des „Kugelblitz“ festgelegt. Ab September 1944 sollte die Fertigung mit fünf Fahrzeugen anlaufen und im Dezember 1944 eine monatliche Produktionszahl von 30 Fahrzeugen erreichen. Am 5. September wurde bestimmt, dass Daimler-Benz bis Oktober 1944 zwei Fahrzeuge liefern und drei aus dem Werk Stahlindustrie der Vereinigten Stahlwerke im November folgen sollten. Die restlichen Fahrzeuge des Auftrags über 100 Fahrzeuge sollten mit beginnend mit 20 Fahrzeugen im Januar 1945 folgen. Es kam zu Verzögerungen und es wurde gemeldet, dass die Fertigung im Werk Stahlindustrie erst im Februar mit zehn Fahrzeugen beginnen würde.
Nach Aussagen des Ingenieurs Ebel wurden nur drei Fahrzeuge fertiggestellt. Noch in der Anlaufphase der Fertigung besetzten alliierte Truppen die für die Fertigung erforderlichen Deutschen Eisenwerke. Ein Mitarbeiter der Eisenwerke bestätigte nach dem Krieg, dass nur zwei Türme fertiggestellt worden waren.

#### Einsatz
Nach einer Erprobung auf dem Truppenübungsplatz Ohrdruf kam mindestens ein Exemplar noch zum Fronteinsatz. Der Einsatz dieses Panzers erfolgte bei Abwehrkämpfen um Spichra, offensichtlich auf direkten Befehl des Gauleiters Fritz Sauckel. Im Zuge des Vorrückens amerikanischer Truppenteile im April 1945 gerieten die dortigen deutschen Stellungen unter Dauerbeschuss. Dabei erhielt der Flakpanzer einen Treffer, wodurch sein Turm weggeschleudert wurde und bis zu seiner Bergung im Jahr 1999 an einem Hang dort liegen blieb. Der Turm befindet sich aktuell in der Flugabwehrsammlung Kiel (Marinearsenal), die dem Militärhistorischen Museum Dresden unterstellt ist.

## Siehe auch

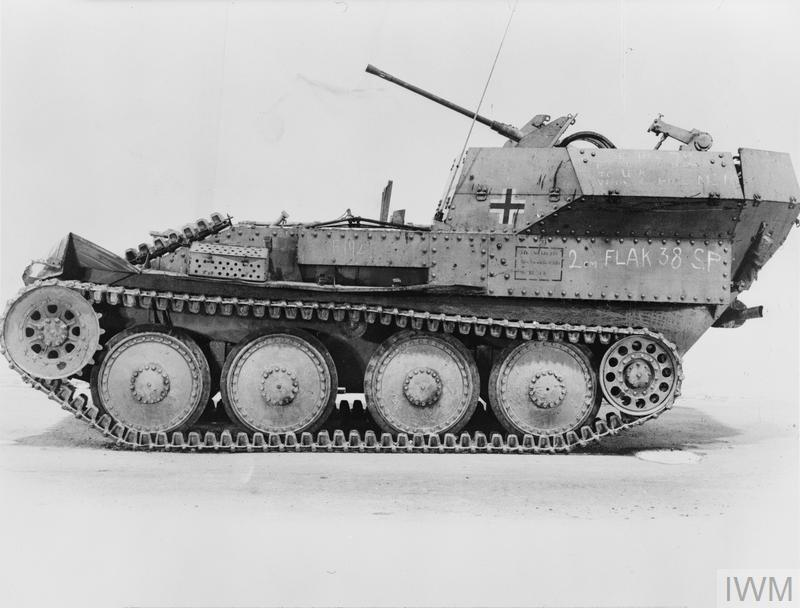
Flakpanzer 38 als Beute der US Army